# Łozina
Łozina est une localité polonaise de la gmina de Długołęka, située dans le powiat de Wrocław en voïvodie de Basse-Silésie.

## Histoire
De 1742 à 1945, Lossen fait partie de l'arrondissement de Trebnitz dans le district de Breslau au sein de la province de Silésie.